# Ethnophilosophie
Ethnophilosophie ist eine Sammelbezeichnung für bestimmte afrikanische philosophische Denkrichtungen, die sich hauptsächlich mit Mythen, Göttern und Riten beschäftigen. Sie befasst sich mit dem gesamten kulturellen Erbe der Afrikaner (siehe dazu auch Afrikanische Philosophie). Dabei geht es nicht um das individuelle Denken, sondern um ein einheitliches und allgemeines „afrikanisches Denken“. Der Begriff Ethnophilosophie wurde um 1970 von Marcien Towa aus Kamerun sowie Paulin J. Hountondji aus Benin eingeführt. Die Vorsilbe Ethno- wählten sie, weil sich diese wissenschaftliche Fachrichtung überwiegend auf ethnologische Quellen bezieht.

## Vertreter der Ethnophilosophie
- Alexis Kagame
- John Samuel Mbiti (1931–2019), anglikanischer Priester und Religionsphilosoph, emeritierter Professor der Universität Bern
- William Emmanuel Abraham
- Antoine Mabona
- Kwame Nkrumah (1909–1972), ghanaischer Denker, Politiker und erster Präsident von Ghana
- Jean Calvin Bahoken
- François-Marie Lufubuabo
- Vincent Mulago

## Entwicklungsprozess und Geschichte
Besonders traditionelle Ethnologen und christliche religiöse vermischten den Begriff (afrikanische) Mentalität mit dem Begriff (afrikanische) Philosophie, solange das Attribut „primitiv“ an beiden haften blieb. Der belgische Missionar Placide Tempels (1906–1977) kann als erster Verfechter dieser Richtung verstanden werden, auch wenn erst Alexis Kagame mit seiner 1955 verfassten Doktorarbeit dieser Richtung philosophische Wichtigkeit gab.
Placide Tempels setzte sich in seinem Buch: Bantu-Philosophie hauptsächlich mit dem Glauben der Bantu und nicht mit ihrem Denken auseinander. „Spricht er von 'Bantuphilosophie' meint er damit, dass die Bantu spontane oder unbewusste Philosophen sind.“ Bei einem Vergleich mit der europäischen Philosophie, welche schon seit der Antike von einem hohen Abstraktionslevel zeugt, bezeichnet er die Bantuphilosophie als bodenständig, einfach und an Naturgesetze gebunden. Des Weiteren war er klar davon überzeugt, dass alle Afrikaner dieselbe Denkstruktur innehaben, somit also gleiche Reflexionen tätigen. Gebunden an seinen Beruf ist festzustellen, dass Tempels Thesen nicht erkenntnistheoretisch, sondern religiös zu verstehen sind.
Auch afrikanische Denker erlagen dem Mythos, es gebe eine Weltanschauung aller Afrikaner, ein unwandelbares Denksystem im ewigen Gegensatz zu Europa. Der Beginn der afrikanischen Ethnophilosophie kann mit dem Jahr 1956 festgelegt werden, in dem Alexis Kagames Buch ’’La philosophie Bantu-Rwandaise de l’Être’’ erschienen ist. „Statt ‚ichlich‘ (ich sage) zu argumentieren, treten die Ethnophilosophie zugerechneten Afrikaner als Alleinvertreter ihrer jeweiligen Kultur auf und denken ‚wirklich‘, d. h. in Wir-Kategorien.“  Besonders auf dem Gebiet der Ontologie übereinstimmen die Ansichten von Tempels und Kagame. Mit seiner linguistischen Herangehensweise versucht Kagame diesen von Tempels aufgestellten ontologischen Befund wiederzufinden. Der Versuch von Kagame, zwischen christlichen Glauben und dem freien Wissen eine Versöhnung zu beginnen, gelingt ihm nur zu kleinen Teilen. Gleichzeitig versucht er sich von grundsätzlichen Fundamenten der modernen Philosophie zu entfernen.    
Ein anderes Feld, welches in gewissen Zügen auch als Ethnophilosophie verstanden werden kann, sind politisch-philosophische Texte wie beispielsweise der Consciencismus von Kwame Nkrumah. In diesem Buch stellt er zwar nicht fest, dass die afrikanische Philosophie ein abgegrenztes Gebiet sei, vielmehr versucht er eine Beziehung zu dem Panafrikanismus zu erstellen und so die Besonderheit der afrikanischen Kultur zu betonen. Das Ziel hinter solchen Bewegungen war wohl eine Stärkung bzw. Neuschaffung der afrikanischen postkolonialen Kultur. Sein Consciencismus kann nach ihm auf dem ganzen Kontinent angewandt werden. Dieses ist zu erkennen, wenn man bestimmte Verallgemeinerungen unternimmt: „Der Consciencismus ist der geistige Wegweiser für den Einsatz unserer Kräfte, der die afrikanische Gesellschaft befähigen wird, die westlichen, islamischen und europäisch-christlichen Elemente in Afrika zu bewältigen und sie so zu entwickeln, daß sie zum afrikanischen Wesen passen.“ Dennoch ist die Verbindung zur Ethnophilosophie nur sehr schmal.
Auch gewisse Texte von Léopold Sédar Senghor dem Jahr 1939 können als Beginn der afrikanischen Ethnophilosophie gedeutet werden.
Kulturelle Nationalisten der „Dritten Welt“ (zum Beispiel Aimé Césaire, Leopold Senghor) waren Komplizen der „progressiven“ westlichen Anthropologen (zum Beispiel Bronisław Malinowski, Melville J. Herskovits). Erstere tauchten durch Verinnerlichung der Annahmen Tempels' und anderer Ethnophilosophen, die für ein europäisches Publikum schrieben, zurück in die eingebildeten kulturellen Ursprünge ihres Denkens, um der psychologischen und praktischen Vergewaltigung durch die Kolonisatoren zu entfliehen; zweitere entflohen temporär der Langeweile der industrialisierten europäischen Zivilisation.

## Aktualität der Ethnophilosophie
Die Debatte um das Gebiet der Ethnophilosophie steht in Verbindung mit dem Problem der afrikanischen Philosophie an sich. Zu dieser eine passende Definition und Bestimmung zu liefern ist eine Problematik, welche sich aus der kolonialen Arroganz entwickelt hat, die allen Nichteuropäern bestimmte philosophische Fähigkeiten abspricht. Die heutige Beschäftigung mit der Ethnophilosophie widmet sich, unter anderem, dem Problem des Universalismus (Ganzheit) in Beziehung zu den geschichtlichen und geographischen Unterscheidungen, hinterfragt also die Allgültigkeit einer bestimmten Sprache.

## Zwei idealtypische Denkströmungen
Die beiden Schulen sind sich hauptsächlich uneinig in der Beantwortung der Frage, welche Rolle die traditionelle afrikanische Philosophie spielen soll (so diese überhaupt existiert). Welche Funktionen werden Sprichwörtern und anderen kulturellen Manifestationen der oralen Tradition zugeschrieben? Wichtig dabei ist, dass diese beiden "Schulen" Idealtypen sind, denen sich die einzelnen Autoren annähern. Selten gehört ein Autor heute nur der einen oder nur der anderen Schule an. Beispielsweise verwenden sowohl Kwasi Wiredu als auch Kwame Gyekye Sprichwörter des Akan-Volkes.

### Die ethnophilosophische Schule
Vertreter der „ethnophilosophischen Schule“ wie John Samuel Mbiti, Kwame Gyekye oder Kobina Oguah behaupten, dass die traditionelle afrikanische Philosophie in Form von Weltanschauungen, Sprichwörtern und Traditionen Ausgangspunkt für jetzige Studien bilden müsse:
- Sie nehmen Glaubenssätze als Schlussfolgerungen einer eigentlichen, „traditionellen“ afrikanischen Philosophie.
- Sie nehmen an, Philosophien im Westen hätten oftmals die Rolle gespielt, herrschende Anschauungen in der Gesellschaft zu verteidigen und zu erhalten.

### Die zeitgenössisch-individualistisch-literarische Schule
Autoren dieser Richtung (zum Beispiel Kwasi Wiredu, Kwame Anthony Appiah, Peter Bodunrin und Paulin J. Hountondji) beschäftigen sich primär mit der Philosophie als den literarischen Werken der Gegenwart:
- Sie vertreten einen professionell-rationalistischen, positivistischen Ansatz.
- Sie nehmen Glaubenssätze in erster Linie als Prämissen, von denen heute ausgegangen wird.
- Oft denken sie, philosophische Debatten (auch in Europa) zeigten die Abweichungen von herrschenden Glaubenssätzen und Weltanschauungen.

## Kritik an der Ethnophilosophie
Die Verbindung zwischen Philosophie und Erzähltradition steht meist mit christlichen Denkern in Verbindung und ist des Weiteren der größte Kritikpunkt an der Disziplin der Ethnophilosophie. Des Weiteren handelt es sich bei dieser Strömung um einfache Pauschalisierungen, welche leicht zu eurozentristischem und rassistischem Gedankengut führen können. Fabien Eboussi Boulaga kritisierte trotz seiner Stellung in der katholischen Kirche die Bevormundung und Entmündigung der Afrikaner durch die Ethnophilosophie am Beispiel der Bantuphilosophie. Ein weiterer Kritikpunkt bezieht sich auf den Kolonialismus und seine Folgen. Diese besonders ökonomischen Nachwirkungen werden in der Ethnophilosophie nicht stark genug berücksichtigt. Viele afrikanische Philosophen, darunter Amady Ali Dieng, Kwasi Wiredu und Youssouf M. Guissé, sehen die Ethnophilosophie als „Vorstufe der Bekehrung zum Christentum“ und als Aktion der Ablenkung der Afrikaner.
Der größte Kritikpunkt an Placide Tempels bezieht sich auf seine Unfähigkeit, Philosophie und Weltanschauungen zu differenzieren. „Während letztere [Weltanschauung] auch das Wesen von Phantasievorstellungen und Traumbildern zum Gegenstand hat, ist Philosophie als kritisches Denken auf Erkenntniswahrheit gerichtet.“ So könnte man sagen, dass Tempels möglicherweise die Philosophie instrumentalisiert, um so die afrikanische Position zu schwächen. Tempels war davon überzeugt, dass alle Afrikaner gleich denken. Mit diesem Gedanken widerspricht er sich selbst, denn andererseits bezeichnet er die Bantuphilosophie als einzigartig, indem er Parallelen zum Christentum zieht.   
Da es sich beim Glauben an die Einstimmigkeit der Glaubensauffassungen Afrikas um eine kolonialistische Ideologie handelt, war und ist das Konzept einer Geschichte undenkbar. Es ist nach Paulin J. Hountondji „ein Diskurs ohne Referenz“  und kann daher nie falsifiziert werden.